# Óriás fülesmaki
Az óriás fülesmaki (Otolemur crassicaudatus) az emlősök (Mammalia) osztályának a főemlősök (Primates) rendjébe, ezen belül a fülesmakifélék (Galagidae) családjába tartozó faj.

## Előfordulása
Dél- és Kelet-Afrikában honos.

## Megjelenése
A hossza 26–47 cm, a farkhossza 29–55 cm. A szőre szürkés színű.

## Életmódja

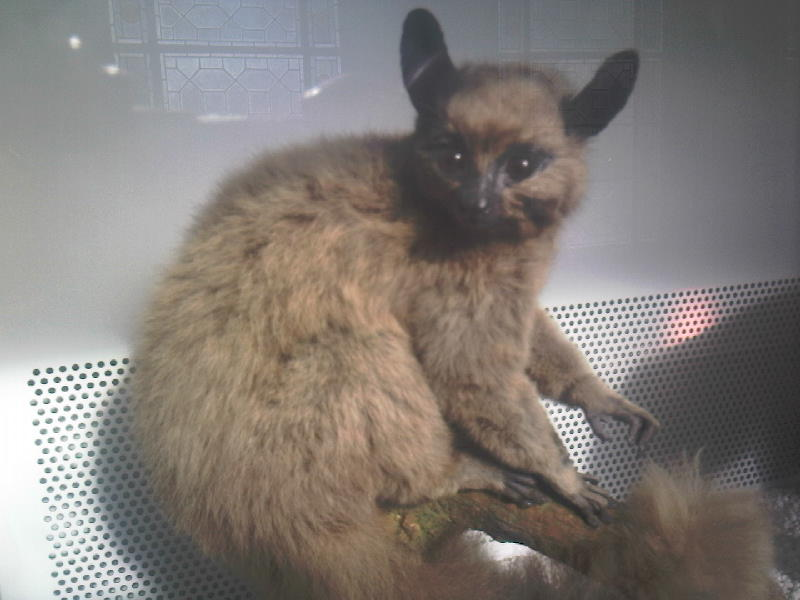
Kitömött óriás fülesmaki a londoni Természettudományi Múzeumban

Az óriás fülesmaki éjszakai életmódot folytató állat. Gyümölcsökkel, magvakkal, akácia gumival, virágokkal, rovarokkal, csigákkal, hüllőkkel és kisebb madarakkal táplálkozik.